# César Simar
César Alfred Simar (ur. 29 maja 1879 w Lille, zm. 23 października 1934 w Meudon) – francuski kolarz torowy, srebrny medalista mistrzostw świata.

## Kariera
Największy sukces w karierze César Simar osiągnął w 1904 roku, kiedy zdobył srebrny medal w wyścigu ze startu zatrzymanego zawodowców podczas mistrzostw świata w Londynie. W zawodach tych wyprzedził go jedynie Amerykanin Robert Walthour, a trzecie miejsce zajął Arthur Vanderstuyft z Belgii. Był to jedyny medal wywalczony przez Simara na międzynarodowej imprezie tej rangi. Ponadto w 1905 roku zdobył brązowy medal w tej samej konkurencji podczas torowych mistrzostw Francji. Nigdy również nie wystąpił na igrzyskach olimpijskich.